# Дружбівська міська територіальна громада
Дружбівська міська територіальна громада — об'єднана територіальна громада в Україні, в Шосткинському районі Сумської області. Адміністративний центр — місто Хутір-Михайлівський. Не зважаючи на перейменування адміністративного центру, територіальна громада не була перейменована, оскільки наразі відсутні правові підстави і механізми для перейменування територіальних громад.
Площа громади — 126,13 км², населення — 5683 мешканці (2018). Є найменшою міською громадою України за кількістю населення.
Утворена 12 серпня 2016 року шляхом об'єднання Дружбівської міської ради та Дорошівської, Чуйківської сільських рад Ямпільського району.
19 липня 2020 року, в результаті адміністративно-територіальної реформи та ліквідації Ямпільського району, громада увійшла до складу новоутвореного Шосткинського району.

## Населені пункти
До складу громади входять 1 місто (Хутір-Михайлівський) і 11 сіл: Бугор, Василець, Довжик, Дорошенкове, Дорошівка, Косинське, Микитське, Об'єднане, Палащенкове, Романькове, Чуйківка.